# Jean-René Gougeon
Jean-René Gougeon (Vrigny, 14 agosto 1928 – Argentan, 4 luglio 2008) è stato un driver francese, uno dei più famosi del trotto internazionale.
Soprannominato "Il Papa di Vincennes" ha vinto otto edizioni del Grand Prix d'Amerique (la prima nel 1966. Il suo nome è legato a cavalli quali: Roquépine, e Bellino II col quale trionfò all'Amerique per ben tre volte di seguito, impresa ripetuta alla guida di Ourasi (1986, 1987, 1988).